# Pedro Angulo Arana
Pedro Miguel Angulo Arana (sinh ngày 5 tháng 2 năm 1960) là một luật sư người Peru giữ chức thủ tướng Peru từ ngày 10 tháng 12 năm 2022, dưới thời tổng thống Dina Boluarte.

## Học vấn
Angulo Arana lấy bằng cử nhân khoa học truyền thông tại Đại học Quốc gia Federico Villarreal, sau đó lấy bằng thạc sĩ và tiến sĩ luật tại Đại học Quốc gia San Marcos.